# Hystrichopsylla llorentei
Hystrichopsylla llorentei är en loppart som beskrevs av Ayala et Morales 1990. Hystrichopsylla llorentei ingår i släktet Hystrichopsylla och familjen mullvadsloppor. Inga underarter finns listade i Catalogue of Life.